# Dave (ruisseau)
 (février 2017).
 (février 2017).
Si vous disposez d'ouvrages ou d'articles de référence ou si vous connaissez des sites web de qualité traitant du thème abordé ici, merci de compléter l'article en donnant les références utiles à sa vérifiabilité et en les liant à la section « Notes et références ».
Pour les articles homonymes, voir Dave.
Le ruisseau de Dave est un cours d'eau de Belgique, affluent de la Meuse et faisant donc partie du bassin versant de la Meuse. Il coule entièrement en province de Namur et dans la commune de Namur. Il se jette dans la Meuse à Dave en amont de Namur.

## Parcours
Ce ruisseau prend sa source dans les bois de Naninne et s'oriente vers le sud. Arrivé au pied du village de Naninne, le cours d'eau prend la direction de l'ouest pour se diriger vers Dave et rejoindre la rive droite de la Meuse à une altitude de 95 m. en face de l'île de Dave (réserve naturelle). Aux Fonds de Dave, le cours d'eau reçoit en rive gauche le ruisseau des Chevreuils.